# ADC Cátedra 70
El Asociación Deportiva Cultural Cátedra 70 es un club de balonmano ubicado en el municipio de Malagón en la provincia de Ciudad Real. Actualmente milita en la Segunda División Nacional, cuarto nivel nacional. Fue fundado en el año 1979.

## Historia
El ADC Cátedra 70 fue fundado el 9 de junio de 1979 por un grupo de practicantes del balonmano en un bar de Malagón con el objetivo de popularizar el balonmano en Malagón.
El club ha militado en cuatro temporadas en la Primera División Nacional (tercer nivel nacional) concretamente en la 1995-96, 1996-1997, 1997-1998 y 2014-15.
El 28 de abril de 2024, luego de vencer al SMD Herencia por 32-30 en la Fase Final en el Cecilio Alonso como anfitrión, coronándose campeón de la Primera Territorial por quinta vez en un día histórico para el club.

## Entrenadores y presidentes
Entrenadores:
- José Luís Pérez Ayala 1979-?
- Teo Linde ?-En 1985-86-?
- Juan Amador 1985-1992
- Carlos Juan Ruiz 1992-?  1993-94 y 1994-95
- Eduardo Madrid 2006-2007
- Alfonso del Pozo 2007-2008
- Francisco Simón 2008-2010
- Gabriel Miguel Gragera 'Jordi' 2010-2013  2011-12
- Santi Urdiales 2013-2015
- Juan Francisco Vidal 2015-2021  2019-20*
- Álvaro de Lara 2021-2023
- Mario Arema 2023-actualidad  2023-24

Entrenadores del sénior B:
- Santi Urdiales 2012-2013
- Rolando Uríos 2013-2014
- Isidro Vives 2014-2015

No existió 2015-2019
- Miguel García del Castillo 2019-2020
- Nicolás Herencia 2019-2020 (interino)
- Mario Arema 2020-2023
- Isidro Vives 2023-2024
- José Alberto Cardos 2024-actualidad

Presidentes:
- Julián Toribio 1979-Antes de 1985
- Jesús Segovia En 1985-86-hasta 1988
- Aurelio Aragonés 1988-1995
- Manuel Palop 2000-2015
- Carmelo Alcázar 2015-Actualidad

## Instalaciones
- Pistas del Cantarranas 1979-1992
- Pabellón Cecilio Alonso 1992-Actual

## Patrocinadores y proveedores
Patrocinadores:
- Sin patrocinador 1979-?
- Versoni Hasta 1991
- Aceites Vives 1991-1993
- Mazalmendra 1993-?
- Mandul Entre 1996 y 2000 posiblemente
- Sin patrocinador 2003-2009
- Gestoría Palop 2009-2010
- Conservas Huertas 2010-

Construcciones Vijosan
Dulymaz
La Quesera
Actualidad
Proveedores:
- Rasán Varias temporadas entre 1997 y 2007
- Mercury ?-2012
- Elements 2012-2014
- Rasán 2014-2018
- Luanvi 2018-2019
- Joma 2019-2020
- Aimar 2020-Actualidad

## Plantillas federadas 2024-25
Senior Masculino
| Nº | NOMBRE              | NACIONALIDAD      | POSICIÓN           | PROCEDE                    | EN EL CLUB       |
| 1  | Gabriel García      | Bandera de España | Portero            | Libre, BM Alarcos-B        | 2024-            |
| 25 | Jesús López         | Bandera de España | Portero            | Handball Manzanares        | 2024-            |
| 28 | Pablo Rodríguez-Rey | Bandera de España | Portero            | Cantera (Senior B)         | 2023-            |
| 7  | Fernando Donado     | Bandera de España | Extremo            | Cantera, BM Bolaños        | 2006-2016, 2019- |
| 5  | Rodrigo Ripoll      | Bandera de España | Extremo            | Cantera                    | 2006-            |
| 91 | Joaquín Gallego     | Bandera de España | Extremo            | Cantera, BM Pozuelo        | 2016-            |
| 10 | Julián Sánchez      | Bandera de España | Extremo            | Handball Manzanares        | 2024-            |
| 24 | Ignacio Villaseñor  | Bandera de España | Extremo            | BM Alarcos                 | 2024-            |
| 63 | Victor Tapiador     | Bandera de España | Extremo            | Cantera (Senior B)         | 2024-            |
| 27 | Jaime Moral         | Bandera de España | Central            | BM Villafranca             | 2023-            |
| 77 | Javier Pardo        | Bandera de España | Central            | BM Alarcos-B               | 2022-            |
| 21 | Álvaro Sánchez      | Bandera de España | Central            | Handball Manzanares        | 2024-            |
| 66 | Rodrigo Tapiador    | Bandera de España | Central            | Cantera (Senior B)         | 2021-2023, 2024- |
| 16 | José Balmaseda      | Bandera de España | Lateral            | Cantera, Balonmano Pozuelo | 2024-            |
| 18 | Antonio Arenas      | Bandera de España | Lateral            | Cantera                    | 2016-            |
| 17 | Javier Moreno       | Bandera de España | Lateral            | Cantera, Trops Málaga-B    | 2024-            |
| 22 | Raúl Manzaneque     | Bandera de España | Lateral            | Cantera                    | 2020-            |
| 77 | Jesús Ocaña         | Bandera de España | Lateral            | BM Málaga                  | 2022-2024, 2025- |
| 20 | Javier Fernandez    | Bandera de España | Lateral            | Cantera                    | 2021-2022, 2023- |
| 15 | Ángel Ripoll        | Bandera de España | Lateral            | Cantera                    | 1995-            |
| 34 | Guillermo Aranda    | Bandera de España | Pivote             | BM Alarcos-B               | 2022-            |
| 35 | Miguel Ángel Pérez  | Bandera de España | Pivote             | Cantera, BM Caserío        | 2015-2017, 2022- |
| 84 | Pablo Solera        | Bandera de España | Pivote             | Cantera                    | 2015-16, 2019-   |
| -  | Mario Arema         | Bandera de España | Entrenador         | Cátedra 70-B               | 2023-            |
| -  | Daniel González     | Bandera de España | Segundo entrenador | Libre                      | 2023-            |
| -  | Nico Herencia       | Bandera de España | Tercer entrenador  | Libre                      | 2025-            |
| -- | ------------------- | ----------------- | ------------------ | -------------------------- | ---------------- |

Senior Masculino-B
| Nº | NOMBRE                      | NACIONALIDAD       | POSICIÓN   | PROCEDE           | EN EL CLUB       |
| 28 | Pablo Rodríguez-Rey         | Bandera de España  | Portero    | Cantera           | 2021-            |
| 1  | Juan Javier Hernández       | Bandera de España  | Portero    | Cantera           | 2021-            |
| 22 | Héctor Fernández            | Bandera de España  | Portero    | Cantera (juvenil) | 2024-            |
| 23 | Raúl Sánchez                | Bandera de España  | Extremo    | Cantera           | 2019-            |
| 14 | Alonso Millán               | Bandera de España  | Extremo    | Cantera           | 2021-            |
| 18 | Samuel Quintano             | Bandera de España  | Extremo    | Cantera           | 2021-            |
| 21 | Paolo Gabin                 | Bandera de España  | Extremo    | Cantera (juvenil) | 2023-            |
| 19 | Hugo Ferreras               | Bandera de España  | Extremo    | Cantera (juvenil) | 2024-            |
| 74 | Alonso Domínguez            | Bandera de España  | Extremo    | Cantera (juvenil) | 2024-            |
| 13 | Alberto Sánchez             | Bandera de España  | Central    | Cantera           | 2014-2015, 2019- |
| 44 | Rodrigo Tapiador            | Bandera de España  | Central    | Cantera/Senior A  | 2021-2022, 2023- |
| 24 | Marcos Segovia              | Bandera de España  | Central    | Cantera           | 2012-2015, 2024- |
| 11 | Jesús Navarro               | Bandera de España  | Lateral    | Cantera           | 2020-            |
| 26 | Ionut Papuc                 | Bandera de Rumania | Lateral    | Cantera           | 2021-            |
| 63 | Víctor Tapiador             | Bandera de España  | Lateral    | Cantera           | 2022-            |
| 75 | Jesús Oliva                 | Bandera de España  | Lateral    | Cantera/Senior A  | 2012-2015, 2023- |
| 20 | Marcos Camargo              | Bandera de España  | Lateral    | Cantera (juvenil) | 2023-            |
| 15 | Marcos Reina                | Bandera de España  | Lateral    | Cantera (juvenil) | 2023-            |
| 10 | Francisco Javier Cañadillas | Bandera de España  | Pivote     | Cantera           | 2022-            |
| 46 | Isidro Vives                | Bandera de España  | Pivote     | Libre             | 2012-2015, 2024- |
| 30 | José Antonio Donaire        | Bandera de España  | Pivote     | Cantera (juvenil) | 2023-            |
| -  | José Alberto Cardos         | Bandera de España  | Entrenador | Libre             | 2024-            |
| -- | --------------------------- | ------------------ | ---------- | ----------------- | ---------------- |

## Mercado de fichajes Cátedra 70 A y B 2024-25
| Altas                       | Altas      | Altas                           | Altas    | Altas |
| Jugador                     | Posición   | Procedencia                     | Tipo     |       |
| --------------------------- | ---------- | ------------------------------- | -------- | ----- |
| Jesús Ocaña                 | Lateral    | BM Málaga (vuelve tras 6 meses) | Sénior A |       |
| José Balmaseda              | Lateral    | Libre (BM Pozuelo)              | Sénior A |       |
| Javi Moreno                 | Lateral    | Libre (Trops Málaga-B)          | Sénior A |       |
| Álvaro Sánchez              | Central    | Handball Manzanares             | Sénior A |       |
| Jesús López                 | Portero    | Handball Manzanares             | Sénior A |       |
| Gabriel García              | Portero    | Libre (Alarcos-B)               | Sénior A |       |
| Julián Sánchez              | Extremo    | Handball Manzanares             | Sénior A |       |
| Ignacio Villaseñor          | Extremo    | BM Alarcos                      | Sénior A |       |
| José Alberto Cardos         | Entrenador | Retiro jugador (Senior A)       | Sénior B |       |
| Victor Tapiador             | Universal  | Juvenil C70                     | Sénior B |       |
| Isidro Vives                | Pivote     | Libre (Senior A)                | Sénior B |       |
| Francisco Javier Cañadillas | Pivote     | Juvenil C70                     | Sénior B |       |
| Marcos Segovia              | Central    | Libre                           | Sénior B |       |

| Bajas                  | Bajas    | Bajas      | Bajas    | Bajas |
| Jugador                | Posición | Destino    | Tipo     |       |
| ---------------------- | -------- | ---------- | -------- | ----- |
| Jesús Ocaña            | Lateral  | CBM Málaga | Sénior A |       |
| Manuel 'Lolo' García   | Lateral  | Retirado   | Sénior A |       |
| Manuel Rojas           | Lateral  | Retirado   | Sénior A |       |
| José Alberto Cardos    | Portero  | Retirado   | Sénior A |       |
| José David Cruz        | Portero  | Retirado   | Sénior A |       |
| Luis Godoy             | Extremo  | Retirado   | Sénior A |       |
| Oscar Mera             | Pivote   | Retirado   | Sénior B |       |
| Javier Toribio 'Chato' | Lateral  | Retirado   | Sénior B |       |
| Juan Navarro           | Extremo  | Retirado   | Sénior B |       |

## Cantera
El Cátedra 70 desde sus inicios ha promovido el aprendizaje del balonmano hacia los más pequeños, dando frutos una de las mejores canteras que ha tenido el balonmano de Castilla-La Mancha.
El club en su escuela deportiva cuenta con equipos de iniciación deportiva, prebenjamín, benjamín, alevín, infantil y cadete tanto masculino como femenino.
Algunos de sus éxitos más recientes han sido la participación de los equipos juvenil masculino en las temporadas 2004-05 y 2005-06, infantil masculino de las temporadas 2012-13 y 2018-19 en el Campeonato de España, y también el cadete femenino en la 2016-17.
El equipo cuenta con 4 equipos federados en la actualidad con un juvenil femenino, un juvenil masculino, un sénior-B masculino y el primer sénior masculino. El sénior-B logró recientemente su primer éxito en su breve existencia (2012-2015;2019-Actualidad) con el subcampeonato de 2° Territorial en la 2022-23, además de obtener un tercer puesto en la temporada 2023-24.

## Jugadores históricos
- Mario Toribio ?-2015
- Miguel Ángel Carretero jugó en el Atlético de Madrid y Seguros Soliss Ciudad Real
- Ángel Ripoll 1995-Actualmente
- Zoran Cikusa 1992-1995
- Álvaro de Hita 1995-1996
- Santi Urdiales 2012-2013
- Omar Arema 2011-2023
- Abdón Díaz 2018-2023
- Rodrigo Ripoll 2006-Actualmente
- Fernando Donado 2006-2016, 2019-Actualmente
- José Alberto Cardos 2017-2024
- Nico Herencia 2012-2024
- José David Cruz 2013-2024

## Historial de temporadas
| Temporada | Categoría                           | Posición     |
| --------- | ----------------------------------- | ------------ |
| 1979-80   | Primera Provincial (4 nivel)        | 2º           |
| 1980-81   | Primera Provincial (4 nivel)        | -º           |
| 1981-82   | Primera Provincial (4 nivel)        | -º           |
| 1982-83   | Primera Provincial (4 nivel)        | 1° (Campeón) |
| 1983-84   | Primera Provincial (4 nivel)        | -º           |
| 1984-85   | Primera Provincial (4 nivel)        | -º           |
| 1985-86   | Primera Provincial (4 nivel)        | 1° (Campeón) |
| 1986-87   | Segunda División Nacional (3 nivel) | -º           |
| 1987-88   | Segunda División Nacional (3 nivel) | -º           |
| 1988-89   | Segunda División Nacional (3 nivel) | -º           |
| 1989-90   | Segunda División Nacional (3 nivel) | -º           |
| 1990-91   | Segunda División Nacional (3 nivel) | -º           |
| 1991-92   | Segunda División Nacional (3 nivel) | -°           |
| 1992-93   | Segunda División Nacional (3 nivel) | -º           |
| 1993-94   | Segunda División Nacional (3 nivel) | 1º (Campeón) |
| 1994-95   | Segunda División Nacional (4 nivel) | 1º (Campeón) |
| 1995-96   | Primera División Nacional (3 nivel) | 3º           |
| 1996-97   | Primera División Nacional (3 nivel) | -º           |
| 1997-98   | Primera División Nacional (3 nivel) | 10°          |
| 1998-99   | Segunda División Nacional (4 nivel) | -º           |
| 1999-00   | Segunda División Nacional (4 nivel) | -º           |
| 2000-01   | Segunda División Nacional (4 nivel) | -º           |
| 2001-02   | Segunda División Nacional (4 nivel) | -º           |
| 2002-03   | Segunda División Nacional (4 nivel) | -º           |
| 2003-04   | Segunda División Nacional (4 nivel) | -º           |
| 2004-05   | Segunda División Nacional (4 nivel) | 5º           |
| 2005-06   | Segunda División Nacional (4 nivel) | -º           |
| 2006-07   | Segunda División Nacional (4 nivel) | -º           |
| 2007-08   | Segunda División Nacional (4 nivel) | 10º          |
| 2008-09   | Segunda División Nacional (4 nivel) | 10°          |
| 2009-10   | Segunda División Nacional (4 nivel) | 7º           |
| 2010-11   | Segunda División Nacional (4 nivel) | 3°           |
| 2011-12   | Segunda División Nacional (4 nivel) | 1° (Campeón) |
| 2012-13   | Segunda División Nacional (4 nivel) | 4°           |
| 2013-14   | Segunda División Nacional (4 nivel) | 2º           |
| 2014-15   | Primera División Nacional (3 nivel) | 4° *         |
| 2015-16   | Segunda División Nacional (4 nivel) | 5°           |
| 2016-17   | Segunda División Nacional (4 nivel) | 2°           |
| 2017-18   | Segunda División Nacional (4 nivel) | 5°           |
| 2018-19   | Segunda División Nacional (4 nivel) | 7°           |
| 2019-20   | Segunda División Nacional (4 nivel) | 1º (Campeón) |
| 2020-21   | Segunda División Nacional (4 nivel) | 2º           |
| 2021-22   | Segunda División Nacional (4 nivel) | 8º           |
| 2022-23   | Segunda División Nacional (4 nivel) | 2°           |
| 2023-24   | Segunda División Nacional (4 nivel) | 1° (Campeón) |
| 2024-25   | Segunda División Nacional (4 nivel) | 2º           |

Sénior B
| Temporada | Categoría                           | Posición |
| --------- | ----------------------------------- | -------- |
| 2012-13   | Segunda Territorial (5 nivel)       | 3°       |
| 2013-14   | Segunda Territorial (5 nivel)       | 3°       |
| 2014-15   | Segunda División Nacional (4 nivel) | 15°      |
| 2015-2019 | No existía                          | -        |
| 2019-20   | Segunda Territorial (5 nivel)       | 10º      |
| 2020-21   | Segunda Territorial (5 nivel)       | 4º       |
| 2021-22   | Segunda Territorial (5 nivel)       | 9º       |
| 2022-23   | Segunda Territorial (5 nivel)       | 2°       |
| 2023-24   | Segunda Territorial (5 nivel)       | 3°       |
| 2024-25   | Segunda Territorial (5 nivel)       | 5º       |

## Palmarés
- Primera División Nacional

```
Tercer puesto: 1995-96
Cuarto puesto: 2014-15
```

- Segunda División Nacional/Primera Territorial de Castilla-La Mancha 5 títulos

```
Campeón
: 1993-94, 1994-95, 2011-12, 2019-20 y 2023-24
Subcampeón: 2013-14, 2016-17, 2020-21, 2022-23 y 2024-25
Tercer puesto: 2010-11 
Cuarto puesto: 2012-13
Quinto puesto: 2004-05, 2015-16 y 2017-18
```

- Segunda Territorial de Castilla-La Mancha

```
Subcampeón: 2022-23 'como Cátedra 70-B'
Tercer puesto: 2012-13, 2013-14 y 2023-24
Cuarto puesto: 2020-21
```

- Primera Provincial 2 títulos

```
Campeón:
 1982-83, 1985-86
Subcampeón: 1979-80
```